# Dichter Bij Jou
Dichter Bij Jou was een Nederlandse stichting die zich tot doel had gesteld poëzie voor publiek toegankelijk te maken. Dit deden ze door de dichters van een platform te voorzien waarvan ze hun gedichten ten gehore konden brengen. Dichter Bij Jou werd in 2006 opgericht door de dichter Eric van Hoof en in 2010 opgeheven als gevolg van de bezuinigingen op cultureel vlak, alsmede teruglopende interesse voor poëzie-evenementen.
Door het organiseren van verschillende evenementen probeerde Dichter Bij Jou de bovengenoemde doelstelling te bereiken. 
In 2006 begonnen ze met het eerste seizoen van, hun bekendste wapenfeit, de Leidse poëzieslag, of poetry slam, waar dichters zich vrij voor konden opgeven en die gratis toegankelijk was. Deze poëzieslag werd een aantal keer per jaar op vaste data georganiseerd, namelijk standaard op de tweede dinsdag van de maand, acht maanden achter elkaar. De winnaars van deze rondes streden dan nogmaals in de Leidse halve finale en finale en de eindwinnaar werd namens Leiden uitgezonden naar de Nederlandse Kampioenschappen Poetry Slam.
Nadat Dichter bij jou aan een paar evenementen, zoals de Leidse Poëziemanifestatie, had meegewerkt, kwam er in 2007, naast de poëzieslag, een tweede podium bij: het Dichter Bij de Dichter-podium. Op dit podium kregen dichters langer de tijd en was er geen jury. Wel waren er academici aanwezig, gespecialiseerd in studies Letteren, die een korte beschouwing gaven op hetgeen voorgedragen was. Daarna konden het publiek en de dichter zich in de discussie mengen.
Het beeldmerk van Dichter Bij Jou was de eigenwijze bij, met een veer als symbool voor de vrijheid van de kunst, die best soms mag steken.